# Auguste Debay
Pour les articles homonymes, voir Debay.
Ne doit pas être confondu avec Auguste-Hyacinthe Debay.
Auguste Debay (né le 28 octobre 1802 à Clermont-Ferrand, mort le 28 février 1890) est un médecin et écrivain français.

## Biographie
Après avoir servi comme médecin militaire en Algérie, Debay revient en France et, à partir de 1840, écrit une série d'ouvrages de vulgarisation sur des sujets relatifs à l'hygiène, la santé, l'art de vivre, la cosmétique et l'ésotérisme, dont certains remportent un vif succès. Certaines théories de Debay semblent assez contemporaines : par exemple il attribue l'excitation sexuelle et donc l'orgasme chez les femmes principalement à l'irritation du clitoris, du tissu érectile du vagin et des petites lèvres.
Les idées politiques de Debay tiennent du libéralisme et de l'anticléricalisme. Dans Hygiène des Baigneurs (1849), il plaide pour la laïcité et le progrès social contre l'influence restrictive de l'église catholique
Son ouvrage Hygiène et physiologie du mariage : histoire naturelle et médicale de l'homme et de la femme mariés, dans ses plus curieux détails : théorie nouvelle de la génération humaine, stérilité, impuissance, imperfections physiques : moyens de les combattre, hygiène spéciale de la femme enceinte et du nouveau-né, paru en 1849, est mis à l’Index librorum prohibitorum le 7 décembre 1852. Il est opposé à la chasteté des prêtres.

## Œuvre
- L'Ombre de Léonidas à Fabvier, 1828.
- Hypnologie : du sommeil et des songes au point de vue physiologique, somnambulisme, magnétisme, extase, hallucination, exposé d'une théorie du fluide électro-sympathique, 1843.
- Les Mystères du sommeil et du magnétisme : explication des prodiges qu'offre cet état de la vie humaine, 1844.
- Biographie d'Abd-el-Kader et description pittoresque des populations de l'Algérie, et en particulier du pays des Kabyles, 1845.
- Histoire des métamorphoses humaines et des monstruosités ; stérilité ; impuissance ; procréation des sexes ; calligénésie, 1845 ; puis Histoire des métamorphoses humaines, des monstruosités et de tous les phénomènes curieux et bizarres qu'offre la vie de l'homme depuis la naissance jusqu'à la mort, 1846.
- De la fièvre typhoïde et de sa guérison, 1846.
- Les vivants enterrés et les morts ressuscités : considérations physiologiques sur les morts apparentes et les inhumations précipitées, 1846.
- Hygiène de la beauté, résumé de tous les moyens hygiéniques propres à conserver, à développer la beauté du corps et à remédier aux imperfections naturelles ou acquises, 1846.
- Hygiène du mariage, 1848.
- Hygiène complète des cheveux et de la barbe, 1849.
- La Vénus physique, ou la Nouvelle théorie de la procréation des sexes à volonté, 1849.
- Avec Pierre Choussy, Hygiène des baigneurs, ou Exposé des propriétés hygiéniques et médicales de toutes les variétés de bains en général, et en particulier des eaux thermales de la Bourboule, près le Mont Dore, 1850.
- Médecine du visage et hygiène de la peau, formulaire de la beauté indiquant les moyens de conserver la fraîcheur du teint et la blancheur de la peau, de combattre les diverses affections qui altèrent sa pureté, telles que dartres, éphélides, envies, taches de rousseur, boutons, rougeurs, etc., procédés simples et efficaces pour redresser les défauts et difformités du visage, 1850.
- Hygiène des mains et des pieds, de la poitrine et de la taille, indiquant les moyens de conserver leur beauté, de combattre leurs vices et de redresser leurs imperfections, 1851.
- Physiologie des perfections et beautés de la femme, 1852.
- Hygiène et perfectionnement de la beauté humaine dans ses lignes, ses formes et sa couleur : théorie nouvelle des aliments et boissons, digestion, nutrition, art de développer les formes en moins et de diminuer les formes en trop..., 1853.
- Psychologie nouvelle, ou Physiologie des phénomènes intellectuels, 1854.
- Nouveau manuel du parfumeur-chimiste. Les parfums de la toilette et les cosmétiques les plus favorables à la beauté sans nuire à la santé, suivis d'un grand nombre de produits hygiéniques nouveaux complètement ignorés de la parfumerie, 1856.
- Hygiène vestimentaire. Les modes et les parures chez les Français depuis l'établissement de la monarchie jusqu'à nos jours, précédé d'un curieux parallèle des modes chez les anciennes dames grecques et romaines, 1857.
- Histoire naturelle de l'homme et de la femme depuis leur apparition sur le globe terrestre jusqu'à nos jours ; race humaine primitive, ses métamorphoses en races-types et variétés de race, suivie des anomalies organiques, bizarreries et monstruosités ; explication des phénomènes les plus extraordinaires qu'offre l'économie humaine, depuis la naissance jusqu'à la mort, cas rares., 1858.
- Laïs de Corinthe et Ninon de Lenclos, biographie anecdotique de ces deux femmes célèbres, 1858.
- Physiologie descriptive des trente beautés de la femme : analyse historique de ses perfections et de ses imperfections, tempéraments, physionomies, caractères, conseils hygiéniques, soins de toilette, formulaire de la beauté, 1858.
- Les Nuits corinthiennes, ou les Soirées de Laïs, 1859.
- Hygiène alimentaire : histoire simplifiée de la digestion des aliments et des boissons, à l'usage des gens du monde, 1860.
- Histoire des sciences occultes depuis l'antiquité jusqu'à nos jours, 1860.
- De la Physiognomonie et de ses bases, 1861.
- Hygiène de la voix et gymnastique des organes vocaux... ; Histoire de la musique chez les peuples anciens et modernes, 1861.
- Les Parfums et les fleurs, 1861.
- Le Cœur et l'âme aux différents âges de la vie, 1862.
- Hygiène des plaisirs selon les âges, les tempéraments et les saisons, 1863.
- Les Influences du chocolat, du thé et du café sur l'économie humaine ; leur analyse chimique, leurs falsifications, leur rôle important dans l'alimentation, ouvrage faisant suite à "l'Hygiène alimentaire", 1864.
- Le Soir de la vie. Les souvenirs., 1868.
- Les Nœuds indissolubles, faisant suite à la "Philosophie du mariage", 1868.
- La Cornue vivante et ses mystères, ou Le Laboratoire de la vie, 1875.
- Hygiène des douleurs : les nerfs et leur curieuse influence sur le physique et le moral, nevrothérapie ; les sens, mécanisme de leurs fonctions, anomalies, exaltation, hallucinations, perversions sensorielles, cas rares, hygiène des sens, 1877.
- Hygiène et physiologie de l'amour chez les deux sexes, aphrodisie et anaphrodisie..., 1879.
- Physiologie des facultés intellectuelles, à la portée des gens du monde : la nature et l'univers, temps primordiaux, formation et composition de notre planète, 1882.
- Nécessité du divorce. Odyssée d'un enfant adultérin, histoire contemporaine, 1883.
- Physiologie positive des facultés intellectuelles à la portée de tous. Dissertation sur la langue primitive. Les langues mortes et vivantes. 1887.
- L'univers, les cieux, la terre, les mers et leurs principaux phénomènes : temps primordiaux : l'être humain... : dissertation... : l'énigme de la vie, 1888.